# 川前村 (新潟県)
川前村（かわまえむら）は、かつて新潟県西蒲原郡にあった村。

## 沿革
- 1889年（明治22年）4月1日 - 町村制施行に伴い西蒲原郡次新村、上児木村、下児木村、四ツ屋村、中川村、小牧村が合併し、川前村が発足。
- 1901年（明治34年）11月1日 - 西蒲原郡小中川郷村、三方崎村と合併し、小中川村となり消滅。